# 1127

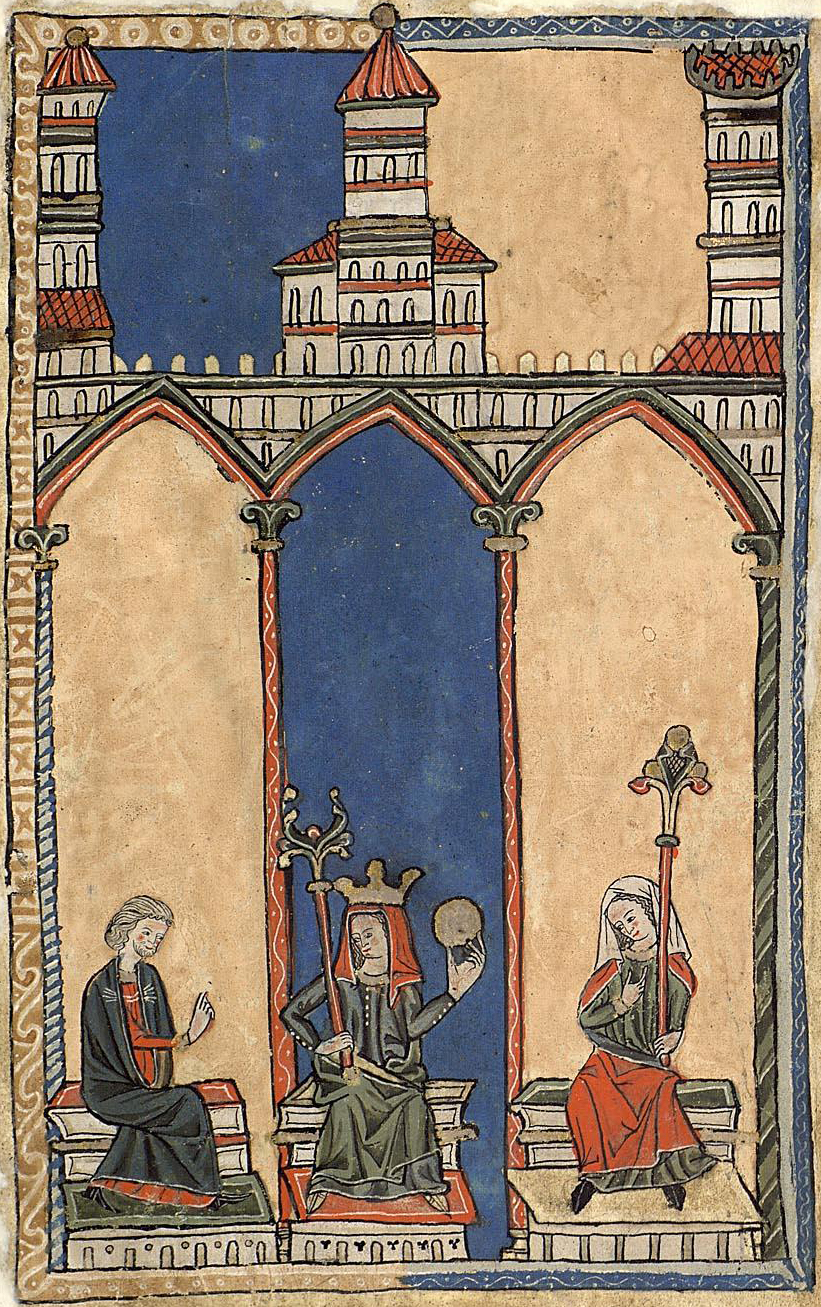
Miniatura medieval que representa Teresa de Leão, condessa de Portugal (ao centro),[1] sua irmã Urraca I de Leão e Castela (à direita) e Fernão Peres de Trava (à esquerda). Manuscrito gótico do mosteiro de Toxosoutos.

| Calendário gregoriano                                                        | 1127 MCXXVII                                         |
| Ab urbe condita                                                              | 1880                                                 |
| Calendário arménio                                                           | 576 – 577                                            |
| Calendário bahá'í                                                            | -717 – -716                                          |
| Calendário budista                                                           | 1671                                                 |
| Calendário chinês                                                            | 3823 – 3824 Início a 15 de janeiro (aproximadamente) |
| Calendário copta                                                             | 843 – 844                                            |
| Calendário etíope                                                            | 1119 – 1120                                          |
| Calendários hindus - Vikram Samvat - Calendário nacional indiano - Cáli Iuga | 1182 – 1183 1048 – 1049 4227 – 4228                  |
| Calendário Holoceno                                                          | 11127                                                |
| Calendário islâmico                                                          | 521 – 522                                            |
| Calendário judaico                                                           | 4887 – 4888                                          |
| Calendário persa                                                             | 505 – 506                                            |
| Calendário rúnico                                                            | 1377                                                 |
| Calendário solar tailandês                                                   | 1670                                                 |

1127 (MCXXVII, na numeração romana) foi um ano comum do século XII do Calendário Juliano, da Era de Cristo, a sua letra dominical foi B (52 semanas), teve início a um sábado e terminou também a um sábado. No território que viria a ser o reino de Portugal estava em vigor a Era de César que já contava 1165 anos.
| Ano completo                   |
| ------------------------------ |
| Ano comum com início ao sábado |

## Eventos
- D. Teresa doa o Vimieiro à Ordem de Cluny.
- Cerco do Castelo de Guimarães.
- Egas Moniz consegue que o exército leonês, que cerca Guimarães, levante o assédio, sob promessa de D. Afonso Henriques prestar a menagem exigida pelo imperador das Espanhas.
- D. Afonso Henriques passa a controlar o Condado Portucalense.
- Conquista por D. Afonso Henriques dos castelos de Neiva e Feira, na terra de Santa Maria, a sua mãe D. Teresa.
- abril - Acordo de Paz por tempo determinado entre D. Teresa, Fernão Peres de Trava e Afonso VII em Zamora.

## Nascimentos
- 18 de Outubro - Go-Shirakawa, 77º imperador do Japão.
- Dezembro - Henrique I de Champagne m. 1181, conde de Champagne, e de Brie.

## Mortes
- Miles de Courtenay, 3º Senhor de Courtenay, n. 1083.